# 三苯基锡化合物
三苯基锡化合物（英語：Triphenyltin compounds）是一类有机锡化合物，通常的化学式为(C6H5)3SnX。
分子中包括一个三苯基錫基團： (C6H5)3Sn 或简写为 Ph3Sn，包括一个锡原子和连接着的三个苯基基团。
三苯基锡的例子有：
- 氫化三苯基錫，Ph3SnH
- 羟化三苯基锡，Ph3SnOH
- 氯化三苯基锡，Ph3SnCl
- 三苯醋锡，Ph3SnOAc

自1960年代以来，三苯基锡化合物和三丁基锡化合物一道作为防止海洋船舶生物附着的杀藻剂和灭螺剂，但这些有机锡化合物的应用也是其成为了海洋中的持久性有機污染物
此外，这些有机锡化合物由于其生成自由基的能力而应用于有机合成中，以其自由基来打开碳－氧键。